# Yolotl González Torres
Yolotl González Torres (née le 7 mars 1932 à Mexico) est une historienne mésoaméricaniste mexicaine spécialiste de la civilisation aztèque et d'anthropologie des religions. Elle est docteur en anthropologie et chercheur à la direction d'ethnologie et d'anthropologie sociale de l'INAH (Institut national d'anthropologie et d'histoire du Mexique).

## Publications
- “La prostitución en las sociedades antiguas” dans Estudios de Asia y África, volumen XXIV, número 3, 1989.
- Reflexiones sobre religiones comparadas en Mesoamérica y Asia, 2009.
- “Las religiones afrocubanas en México” dans América Latina y el Caribe. Territorios religiosos y desafíos para el diálogo de Aurelio Alonso, 2008.
- Danza tu palabra: la danza de los concheros, 2005.
- Animales y plantas en la cosmovisión mesoamericana, (coord.), 2005.
- Historia comparativa de las religiones, 1998.
- El sacrificio humano entre los mexicas, 1994.
- Diccionario de mitología y religión en Mesoamérica, 1991.
- Homenaje a Isabel Kelly, 1989.
- Las aventuras del alma dans Cuadernos del Museo Nacional de Antropología, 1982.
- “Dos ceremonias para los muertos: en Cholula, Puebla y entre los chontales de Tabasco”, 1981.
- El culto a los astros entre los mexicas, 1981.
- “Los rumbos del universo”, 1974.